# Charles Bailly
Pour les articles homonymes, voir Bailly.
Charles Bailly, né à Waremme le 6 février 1914 et mort à Menton le 8 septembre 1991, est un homme politique belge, membre du Parti socialiste.
Il fut tourneur et contremaître.